# Sammy Collins
Ronald Dudley Collins, plus connu sous le nom de Sammy Collins (né le 13 janvier 1923 à Bristol en Angleterre du Sud-Ouest et mort le 31 mai 1998 dans la même ville), est un joueur de football anglais qui évoluait au poste d'attaquant.

## Biographie
Avec l'équipe de Torquay United, il inscrit un total de 204 buts en championnat, ce qui constitue un record pour ce club.

## Palmarès
Brentford
- Championnat d'Angleterre D3 :
  - Vice-champion : 1957-58 (sud).
  - Meilleur buteur : 1955-56 (40 buts).